# Endeis charybdea
Endeis charybdea är en havsspindelart som först beskrevs av Dohrn, A. 1881.  Endeis charybdea ingår i släktet Endeis och familjen Endeididae. Inga underarter finns listade i Catalogue of Life.